# Chrysobothris gemmata
Chrysobothris gemmata es una especie de escarabajo del género Chrysobothris, familia Buprestidae. Fue descrita científicamente por LeConte en 1858.
Se encuentra en América del Norte y Central.